# Asparagus scaberulus
Asparagus scaberulus — вид рослин із родини холодкових (Asparagaceae).

## Біоморфологічна характеристика
Прямовисний чи виткий кущ до 200 см заввишки. Гілки голі, гранисті, гладкі чи вистелені загнутими вниз шипами завдовжки 1–3 мм, кінцеві гілки також з шипами. Кладодії згруповані по 2–25(35) разом, гнучкі, прямі чи зігнуті, 15–26 мм завдовжки, сплощені, кутасті, іноді з борозенками на верхній стороні. Квітки згруповані по (2)3–6 разом, пазушні чи кінцеві; квітконіжки 5–8 мм завдовжки. Листочки оцвітини білі, ≈ 3 мм завдовжки. Тичинки коротші за листочки оцвітини; пиляки жовті. Ягода червона, 4–5 мм у діаметрі, 1 насінна.

## Середовище проживання
Ареал: Чад, Еритрея, Ефіопія, Кенія, Сомалі, Судан, Танзанія, Уганда.
Населяє лісисті, трав'янисті та кущисті місцевості.